# El show de la tarde
El show de la tarde fue un programa televisivo cómico transmitido durante el 2003 por Telefe, y cuya conducción estuvo a cargo de Marley y de Florencia Peña. El ciclo se emitía de Lunes a Viernes a las 16.00 horas, y salia en vivo desde los estudios de Teleinde, pertenecientes a Telefe en Martinez.

## Historia
El programa se originó debido a la gran repercusión que tuvieron las humoradas de Marley junto con su invitada especial, la actriz Florencia Peña, en el programa Por el mundo en un viaje a Suiza.
El programa trato básicamente de entretener al televidente cada tarde de lunes a viernes con una serie de sketches cómicos y satíricos, entre mucho de ellos parodias del El Exorcista el musical, El chavo, Soy gitana y Matrix, así como también La super gauchita, La enfermería, La maestra cordobesa, La sexóloga, El payaso mala onda, Las clases de acentuación, Flor de productos, entre otros. También había muchas entrevistas y juegos como La guerra naval.
Como durante ese momento Peña se había embarazado de su primer hijo, Tomás, fue reemplazada temporalmente por la actriz cómica Mariana Briski que encarnaba el personaje de "Teresita".
Los bloopers que copaban diariamente las tardes sumaron a que el programa tuviera aceptables puntos de índices de audiencia y fuera un éxito.

## Elenco
- Marley
- Florencia Peña
- Mariana Briski
- Bicho Gómez
- Noralih Gago
- Federico Hoffman
- Rosana Laudani Brito
- Gastón Rey Roque[2]